# پهرامپ (نوادا)
پهرامپ، نوادا (به انگلیسی: Pahrump, Nevada) یک سکونت‌گاه مسکونی در ایالات متحده آمریکا است که در شهرستان نای، نوادا واقع شده‌است.

## خصوصیات
پهرامپ ۷۷۱٫۵ کیلومترمربع مساحت و ۳۶٬۴۴۱ نفر جمعیت دارد و ۸۲۲ متر بالاتر از سطح دریا واقع شده‌است.